# ابراهیما دیالو
ابراهیما دیالو (انگلیسی: Ibrahima Diallo؛ زادهٔ ۸ مارس ۱۹۹۹) بازیکن فوتبال اهل فرانسه است که در پست هافبک دفاعی برای باشگاه الدحیل در لیگ ستارگان قطر بازی میکند.

## زندگی شخصی
وی در فرانسه متولد شد ولی اصالتا اهل سنگال است  و همچنین برادر وی ، عبدو دیالو نیز فوتبالیست حرفه ای است و برای باشگاه ورزشی العربی در لیگ ستارگان قطر و تیم ملی فوتبال سنگال بازی میکند. 